# Święto wiosny – Pina Bausch
Święto wiosny – jeden z wcześniejszych spektakli artystki i choreografki Piny Bausch oparty na muzyce z baletu Święto wiosny Igora Strawińskiego. Premiera odbyła się 3 grudnia 1975 roku w Wuppertalu, gdzie mieścił się teatr, w którym pracowała Pina. Spektakl był przełomowym dokonaniem w drodze artystycznej Bausch. Jest to pierwsza inscenizacja, w której choreografka użyła elementu przyrody na scenie (torf), co w późniejszych latach stało się znakiem rozpoznawczym w jej twórczości.
Spektakl dialoguje z pierwotną choreografią Wacława Niżyńskiego. Jednak, u Piny pojawiają się inne, bardziej rozbudowane sensy. 
| Święto Wiosny    |                 |
|                  |                 |
| Reżyseria        | Pina Bausch     |
| Muzyka           | Igor Strawiński |
| Typ spektaklu    | Teatr tańca     |
| Data premiery    | 3 grudnia 1975  |
| Miejsce premiery | Wuppertal       |

## Analiza spektaklu
Historia baletu Strawińskiego była jedynie punktem wyjścia do spektaklu Bausch. W jej inscenizacji to ciało i emocje, w zamian za historię, linearność i chronologię, grają główne role.  Elementy fabuły zostały potraktowane jako punkty wyjścia dla rozwijania bogactwa własnych skojarzeń. Już od samego początku spektaklu widać, że jest to spektakl Piny Bausch. Scena pokryta jest grubą warstwą brunatnego torfu.  Artystka wykorzystywała w spektaklach elementy natury (woda, kwiaty, ziemia, skały). Otworzyła scenę do granic możliwości wprowadzając do teatru elementy prawdziwego świata, pierwotnej natury, której żywioł współgrał z żywiołem człowieka. Deptana ziemia w Święcie wiosny będzie się kleić i przywierać do ciał mokrych od potu. Pojawiają się tancerki, a sam wstęp rozpoczyna początek rytuału. Kobiety odziane są  w cieliste sukienki, które sprawiają wrażenie nagości, odarcia z drugiej skóry jaką jest strój. Strój tutaj wydaje się nie istnieć, jest zbędny. Można zauważyć pewien element feministyczny patrząc na same ciała kobiet. Nie są one smukłe, idealne, piękne. Wśród kobiet są sylwetki tęższe, mniejsze, większe, szczuplejsze i grubsze. To normalne, zdrowe, żywe ciała. Osoby z widowni mogłyby stanąć obok nich i wtopić się w tłum co byłoby niemożliwe w przypadku spektakli baletowych. Każdy ruch kobiet poprzedza widoczny impuls, który idzie z głębi, a skoncentrowany jest do wewnątrz. Dopiero po chwili następuje wyjście ruchu na zewnątrz. Ciało jest jakby przeszyte bólem, skurczone, spięte, cierpiące. Ruchy kobiet mają charakter perwersyjny, erotyczny. Powtarza się ruch podnoszenia sukienek, który w niczym nie przypomina erotycznej frywolności burlesek. Nagość wydaje się tu być smutną koniecznością. Trochę jakby erotyzm zamienił się w pierwotność. Dziką i (tu nawet dosłownie) brudną. W spektaklu rzuca się  ciągła powtarzalność konkretnych ruchów i sekwencji, co ukazuje zmęczenie rutyną i ludzką bezsilność wobec niej. Pina zdaje się bawić i kpić z życia człowieka jako zbioru znaków, gestów. Kiedy kobiety tańczą w grupie cały ruch przepełniony jest fizycznością. Sprawiają wrażenie obezwładnienia szaleństwem, obłędem.  Tu uzewnętrzniają się słowa artystki, które brzmią „nie interesuje mnie jak poruszają się tancerze, a co nimi porusza”. W miarę rozwoju akcji tancerze popadają w coraz bardziej widoczne zmęczenie. Ich włosy są potargane, ubrania podarte i brudne od ziemi, ciała stają się mokre i oblepione błotem. Efekt tańca i uczuć widać na ciele. Tutaj fizyczność, ruch i psychika stają się jednością. Tancerze zaczynają głośno oddychać, co jest słyszalne i przeplata się z ostrą i dysonansową muzyką Strawińskiego. Spektakl powoli eksploduje nieoczekiwaną energią, a widz zostaje zdezorientowany autentycznością uczuć.

## Spektakl
Całość spektaklu jest dostępna w sieci : 
https://www.youtube.com/watch?v=VUfj3vGo4n4&index=2&list=LLoyoA0IxEw9VDgzpNXa0u5Q